# Distrito de Çayırlı
Çayırlı es un distrito de Turquía en la Provincia de Erzincan en la región de Anatolia Oriental. Cubre un área de 1.480 km² y tiene una altitud de 1.520 m. El distrito tiene una población de 10.261 habitantes, de los que 5.447 viven en Çayırlı. El alcalde es Fevzi Kılıç (AKP).